# Lilium anhuiense
Lilium anhuiense är en liljeväxtart som beskrevs av D.C.Zhang och J.Z.Shao. Lilium anhuiense ingår i släktet liljor, och familjen liljeväxter. Inga underarter finns listade.